# الطريف (دير الزور)
الطريف قرية سورية تتبع ناحية التبني في منطقة مركز دير الزور في محافظة دير الزور. بلغ عدد سكانها 2573 نسمة في عام 2004 حسب إحصاء المكتب المركزي للإحصاء.